# Dicranomyia (Dicranomyia) basilewskyana
Dicranomyia (Dicranomyia) basilewskyana is een tweevleugelige uit de familie steltmuggen (Limoniidae). De soort komt voor in het Afrotropisch gebied.